# Смоленское шляхетство
Смоленское шляхетство — шляхетство Смоленской губернии, а также состоявшее из него кавалерийское воинское формирование, последнее формирование поместной конницы, существовавшее до 1764 года.
Численность смоленского шляхетства (только мужчины) в начале XVIII века несколько превышала 1000 человек, а к середине XVIII века — около 2700.
Создание Петром I регулярной русской армии упразднило прежние территориальные военные единицы, уездные полки, по которым группировалось русское дворянство и в которых оно выходило на службу. Однако смоленское шляхетство до второй половины XVIII века продолжало составлять свой особый конный полк, Полк смоленской шляхты, как он официально именовался. Это рассматривалось, как привилегия, дарованная жалованными грамотами: «Смоленская шляхта снабдена милостивейшими жалованными грамотами и учреждена та смоленская шляхта в службе по древнему обычаю, как здревле служили». Служить именно в этом полку не было для смоленских дворян обязательным, им не воспрещалось поступать и в иные полки, однако такое желание появлялось не у многих из них ввиду тех преимуществ, какими отличалась служба в этом полку. 
Полк смоленской шляхты был полностью дворянским. Он делился на семь рот с очень неравным численным составом, каждая под командою ротмистра, при котором состояли еще поручик и хорунжий. Первоначально число рот в полку было пять. Шестую и седьмую составили бельская и рославская шляхты, которым было повелено «писаться смоленскою»; но связь этих рот с местными уездными дворянствами скоро исчезла: бельская и рославская шляхты вполне слились с общею массой смоленского дворянства, и всякий шляхтич мог записываться в любую роту и переходить по доброй воле из одной в другую. Рядовая шляхта каждой роты делилась на четыре статьи «по природе», то есть по знатности фамилий. 
Полком в XVII веке командовал полковник, а в XVIII веке — генерал, назначаемый именным высочайшим указом из среды смоленского дворянства. Его помощником был командир первой роты полка, носивший звание «генерального поручика».
Кроме строевых офицеров полка, при нём всегда состояло некоторое количество так называемых «заполочных» (т.е. ходивших «за полком») офицеров, в том числе подполковники и полковники. 
В офицерские чины полка возводил Сенат, но из кандидатов, избранных самим шляхетством. Кандидату давался аттестат, подписанный шляхетством (не только офицерами, но и рядовыми), в котором указывались заслуги предлагаемого кандидата, перечислялись те походы, в которых он участвовал, и подвиги, которые он совершил, и в заключение говорилось, что шляхетство удостаивает его к назначению в такой-то чин. Для производства в чины также требовались знатность рода и богатство. При этом отсутствовала последовательность при прохождении чинов и знатный шляхтич мог быть произведён из рядовых сразу в полковники.
Также параллельно с полковыми чинами в смоленской шляхте до середины XVIII века существовали старинные чины: стольники, стряпчие, дворяне московские и жильцы. Эти чины были почётными и не имели никакого отношения к полковой иерархии. Большинство офицеров полка имели чины стольников, но бывали случаи пожалования этим чином и рядовых. Чины стряпчих и жильцов имели обыкновенно рядовые.
В XVII и начале XVIII века смоленское шляхетство служило подобно всем старинным дворянским полкам: собиралось на службу весною, лето пребывало в строю, а с наступлением сентября уже разъезжалось по своим деревням. Оно участвовало во всех войнах конца XVII века и с гордостью вспоминало о своих подвигах под Чигирином, в Крымских и Азовских походах, на похвальную грамоту, данную ему Петром I за Нарвский поход, оно всегда ссылалось наряду с жалованными грамотами о вольностях. 
Затем смоленское шляхетство стало заниматься лишь содержанием караулов на форпостах, устроенных по границе с Речью Посполитой. Однако всякий, кто имел какие-нибудь средства и связи, находил способ избавиться от этой повинности, вся тяжесть которой ложилась на неимущих, «мизерную» шляхту, по выражению одного из командиров. Шляхтичи постоянно отлучались с караула,  разбегались по домам, расходились по соседним деревням собирать милостыню себе на пропитание, так не получали ни жалованья, ни провианта.
Невозможность поддерживать дисциплину приводила полк в полное расстройство. В 1750-х годах смоленский губернатор князь Оболенский, доносил Сенату, что им «усмотрены и примечены великие непорядки и повелениям неисполнение». К смотру шляхтичи являлись неаккуратно, а многие и совсем не явились «и где они обретаются и живы ль, иль померли, не токмо о том главный их командир неизвестен, но и ротные офицеры про них не знают». Шляхтичи переписывались из роты в роту «сами собою, по прихотям своим, не спросясь ротных командиров». Некоторые шляхтичи постоянно переходили из роты в роту и, благодаря этому бывало так, что шляхтич «ни по какому наряду никакой службы не служит». При этом ротные командиры заявляли, что «в штрафовании рядового шляхетства якобы никакой власти не имеют».
При этом служба, которую несло смоленское дворянство, перестала считаться обязательной ещё до Манифеста о вольности дворянства 1762 года. Это сделалось обычным правом и отличием смоленского дворянства от прочего русского, поскольку начальство не имело возможности заставить служить того, кто не хотел этого делать.
Большинство шляхтичей было мелкопоместными, при этом многие их крепостные крестьяне бежали от них в Речь Посполитую. Губернатор князь Оболенский писал: «Хотя все шляхтичи желают служить в своем полку, но за убожеством их не только в платье, в ружье и в лошадях как надлежит шляхтичу исправно себя содержать, но иные из них и пропитания не имеют. Да и при смотре и разборе многие были пешие и в лаптях и в крестьянских старых кафтанах». 
В 1764 году императрице Екатерине II был представлен доклад по вопросу о смоленском шляхетстве. В нём предлагалось «производимую до ныне смоленским шляхетством службу без жалованья, яко совсем не полезную ни для государства, ни для них собственно и не согласную с указом о вольности дворянства оставить и совсем разрушить, оставляя им вольность служить и не служить по их собственному благоизобретению на основании общих государственных узаконений о дворянстве». Императрица утвердила этот доклад и, таким образом, полк смоленской шляхты прекратил своё существование.